# Trellius jacobsoni
Trellius jacobsoni är en insektsart som först beskrevs av Lucien Chopard 1925.  Trellius jacobsoni ingår i släktet Trellius och familjen syrsor. Inga underarter finns listade i Catalogue of Life.